# Сафоново (Челябинская область)
Сафоново — деревня в Красноармейском районе Челябинской области России. Входит в состав Шумовского сельского поселения.

## География
Деревня находится на северо-востоке Челябинской области, в лесостепной зоне, на левом берегу реки Миасс, на расстоянии 8 километров (по прямой) к северо-востоку от села Миасского, административного центра района. Абсолютная высота 148 метров над уровнем моря.

## Население
| 2002 | 2010 |
| ---- | ---- |
| 163  | ↗167 |

Гендерный состав
По данным Всероссийской переписи населения 2010 года в гендерной структуре населения мужчины составляли 47,3 %, женщины — 52,7 %.
Национальный состав
Согласно результатам переписи 2002 года, в национальной структуре населения русские составляли 83 %.

## Улицы
Уличная сеть деревни состоит из семи улиц.